# Olympische Winterspiele 2022/Shorttrack – 1000 m (Frauen)
Die 1000 m im Shorttrack der Frauen bei den Olympischen Winterspielen 2022 wurden am 9. und 11. Februar im Hauptstadt-Hallenstadion in Peking ausgetragen.

## Rekorde

### Bestehende Rekorde
| Weltrekord         | Shim Suk-hee    | 1:26,661 min | Calgary | 21. Oktober 2012 |
| Olympischer Rekord | Valérie Maltais | 1:28,771 min | Sotschi | 18. Februar 2014 |

### Neue Rekorde
| Olympischer Rekord | Suzanne Schulting | 1:27,292 min | Vorlauf 2       | 9. Februar 2022  |
| Weltrekord         | Suzanne Schulting | 1:26,514 min | Viertelfinale 1 | 11. Februar 2022 |

## Ergebnisse

### Vorläufe
| Rang | Lauf | Athletin                | Nation             | Zeit (min) | Anm.  |
| ---- | ---- | ----------------------- | ------------------ | ---------- | ----- |
| 1    | 1    | Choi Min-jeong          | Südkorea           | 1:28,053   | Q     |
| 2    | 1    | Selma Poutsma           | Niederlande        | 1:28,115   | Q     |
| 3    | 1    | Anna Wostrikowa         | ROC                | 1:28,290   | q     |
| 4    | 1    | Kathryn Thomson         | Großbritannien     | 1:30,037   |       |
| 1    | 2    | Suzanne Schulting       | Niederlande        | 1:27,292   | Q, OR |
| 2    | 2    | Han Yutong              | China              | 1:27,401   | Q     |
| 3    | 2    | Corinne Stoddard        | Vereinigte Staaten | 1:27,528   | q     |
| 4    | 2    | Shione Kaminaga         | Japan              | 1:28,465   |       |
| 1    | 3    | Qu Chunyu               | China              | 1:30,342   | Q     |
| 2    | 3    | Xandra Velzeboer        | Niederlande        | 1:30,454   | Q     |
| 3    | 3    | Gwendoline Daudet       | Frankreich         | 1:31,734   |       |
| 4    | 3    | Zsófia Kónya            | Ungarn             | No time    |       |
| 1    | 4    | Arianna Fontana         | Italien            | 1:30,066   | Q     |
| 2    | 4    | Sumire Kikuchi          | Japan              | 1:30,154   | Q     |
| 3    | 4    | Olga Tikhonowa          | Kasachstan         | 1:56,438   |       |
|      | 4    | Sofja Proswirnowa       | ROC                |            | PEN   |
| 1    | 5    | Maame Biney             | Vereinigte Staaten | 1:27,859   | Q     |
| 2    | 5    | Lee Yu-bin              | Südkorea           | 1:27,862   | Q     |
| 3    | 5    | Zhang Chutong           | China              | 1:27,910   | q     |
| 4    | 5    | Kim Boutin              | Kanada             | No time    |       |
| 1    | 6    | Courtney Sarault        | Kanada             | 1:27,798   | Q     |
| 2    | 6    | Hanne Desmet            | Belgien            | 1:27,836   | Q     |
| 3    | 6    | Kim A-lang              | Südkorea           | 1:28,680   |       |
| 4    | 6    | Yuki Kikuchi            | Japan              | 1:28,764   |       |
| 1    | 7    | Natalia Maliszewska     | Polen              | 1:29,610   | Q     |
| 2    | 7    | Jekaterina Jefremenkowa | ROC                | 1:29,734   | Q     |
| 3    | 7    | Alyson Charles          | Kanada             | 1:29,863   | ADV   |
|      | 7    | Tifany Huot-Marchand    | Frankreich         |            | PEN   |
| 1    | 8    | Kristen Santos          | Vereinigte Staaten | 1:28,237   | Q     |
| 2    | 8    | Petra Jászapáti         | Ungarn             | 1:28,392   | Q     |
| 3    | 8    | Cynthia Mascitto        | Italien            | 1:28,471   |       |
| 4    | 8    | Kamila Stormowska       | Polen              | 1:28,567   |       |

### Viertelfinale
| Rang | Lauf | Athletin                | Nation             | Zeit (min) | Anm.  |
| ---- | ---- | ----------------------- | ------------------ | ---------- | ----- |
| 1    | 1    | Suzanne Schulting       | Niederlande        | 1:26,514   | Q, WR |
| 2    | 1    | Xandra Velzeboer        | Niederlande        | 1:26,592   | Q     |
| 3    | 1    | Corinne Stoddard        | Vereinigte Staaten | 1:27,912   | q     |
| 4    | 1    | Qu Chunyu               | China              | 1:28,355   |       |
| 5    | 1    | Han Yutong              | China              | 1:31,638   |       |
| 1    | 2    | Lee Yu-bin              | Südkorea           | 1:29,120   | Q     |
| 2    | 2    | Maame Biney             | Vereinigte Staaten | 1:29,225   | Q     |
| 3    | 2    | Jekaterina Jefremenkowa | ROC                | 1:29,434   |       |
| 4    | 2    | Anna Wostrikowa         | ROC                | 1:30,021   |       |
| 5    | 2    | Natalia Maliszewska     | Polen              | 1:48,908   |       |
| 1    | 3    | Arianna Fontana         | Italien            | 1:29,324   | Q     |
| 2    | 3    | Hanne Desmet            | Belgien            | 1:29,388   | Q     |
| 3    | 3    | Courtney Sarault        | Kanada             | 1:29,450   |       |
| 4    | 3    | Zhang Chutong           | China              | 1:29,755   |       |
| 5    | 3    | Sumire Kikuchi          | Japan              | 1:37,170   |       |
| 1    | 4    | Kristen Santos          | Vereinigte Staaten | 1:28,393   | Q     |
| 2    | 4    | Choi Min-jeong          | Südkorea           | 1:28,722   | Q     |
| 3    | 4    | Petra Jászapáti         | Ungarn             | 1:28,786   | q     |
| 4    | 4    | Selma Poutsma           | Niederlande        | 1:29,077   |       |
| 5    | 4    | Alyson Charles          | Kanada             | 1:30,161   |       |

### Halbfinale
| Rang | Lauf | Athletin          | Nation             | Zeit (min) | Anm. |
| ---- | ---- | ----------------- | ------------------ | ---------- | ---- |
| 1    | 1    | Suzanne Schulting | Niederlande        | 1:28,108   | QA   |
| 2    | 1    | Hanne Desmet      | Belgien            | 1:28,166   | QA   |
| 3    | 1    | Lee Yu-bin        | Südkorea           | 1:28,170   | QB   |
| 4    | 1    | Maame Biney       | Vereinigte Staaten | 1:28,806   | QB   |
| 5    | 1    | Petra Jászapáti   | Ungarn             | 1:28,827   | QB   |
| 1    | 2    | Kristen Santos    | Vereinigte Staaten | 1:26,783   | QA   |
| 2    | 2    | Arianna Fontana   | Italien            | 1:26,811   | QA   |
| 3    | 2    | Choi Min-jeong    | Südkorea           | 1:26,850   | QA   |
| 4    | 2    | Corinne Stoddard  | Vereinigte Staaten | 1:27,626   | QB   |
| 5    | 2    | Xandra Velzeboer  | Niederlande        | 1:27,777   | QB   |

### Finale

#### B-Finale
| Rang | Athletin         | Nation             | Zeit (min) | Anm. |
| ---- | ---------------- | ------------------ | ---------- | ---- |
| 5    | Xandra Velzeboer | Niederlande        | 1:29,668   |      |
| 6    | Lee Yu-bin       | Südkorea           | 1:29,739   |      |
| 7    | Corinne Stoddard | Vereinigte Staaten | 1:29,845   |      |
| 8    | Petra Jászapáti  | Ungarn             | 1:30,249   |      |
| 9    | Maame Biney      | Vereinigte Staaten | 1:30,736   |      |

#### A-Finale
| Rang | Athletin          | Nation             | Zeit (min) | Anm. |
| ---- | ----------------- | ------------------ | ---------- | ---- |
| 1    | Suzanne Schulting | Niederlande        | 1:28,391   |      |
| 2    | Choi Min-jeong    | Südkorea           | 1:28,443   |      |
| 3    | Hanne Desmet      | Belgien            | 1:28,928   |      |
| 4    | Kristen Santos    | Vereinigte Staaten | 1:42,745   |      |
|      | Arianna Fontana   | Italien            |            | PEN  |